# Soundtracks for the Blind
Soundtracks for the Blind es el décimo álbum de estudio y primer álbum doble del grupo de rock experimental estadounidense Swans. Tras su lanzamiento, la banda entró en un largo hiato que duró hasta 2010, cuando, tras recomponerse el grupo con una nueva alineación, lanzaron el álbum My Father Will Guide Me Up A Rope to the Sky. Fue lanzado como álbum doble en 1996, a través del sello Young God Records. 
La intención de Sountracks for the Blind, como sugiere el título, era de funcionar como "banda sonora para una película inexistente". Al ser un álbum formado en gran parte por varias grabaciones hechas anteriormente por Michael Gira y Jarboe, hay un alto nivel de variación, tanto dentro de este como en relación con el material anterior de la banda.

## Historia
El álbum muestra numerosos estilos musicales, variando desde devastador y cercano al gothic minimalism ("Empathy", "All Lined Up") a las composiciones épicas al estilo de Glenn Branca ("Helpless Child"), pasando por la musique concrète ("The Beautiful Days"), el estilo de post-rock más tarde popularizado por Godspeed You! Black Emperor ("The Sound", "I Was A Prisoner In Your Skull"), electronic dance music, ("Volcano") Ambient ("Surrogate Drone", "Red Velvet Corridor) o incluso punk rock (en la pista grabada en directo "Yum-Yab Killers").
De la composición de Sountracks for the Blind, el líder de la banda Michael Gira dijo en 1997:
Siempre he estado interesado en diferentes sonidos como estos y escuchaba a Brian Eno y diferentes tipos de música que frecuentemente utilizaban fuentes no musicales. Así que conforme realizaba las grabaciones disponía de todo aquel material: esos loops y cosas que hice en el 81; Tenia unos loops de vocales que Jarboe hizo en 1985 en un pequeño delay de dieciséis segundos que era en realidad el primer sampler... teníamos esas narraciones grabadas que estuvimos recogiendo, que ella consiguió del escritorio de su padre cuando era un agente del FBI - cintas de vigilancia; Entrevisté a mi padre porque estaba interesado en su vida y cogí un pequeño pedacito de sus experiencias... entonces ya teníamos nuevo material que habíamos grabado con nuestra banda del ultimo tour que hicimos; y más material que realizamos para una película. Vacié todo esto en un ordenador y lo armé de ese modo. Así que, de alguna manera, había algo de 1981 reproduciéndose simultáneamente con algo del 85 a la vez que algo de 1996. Fue manipulado y mezclado en la computadora, también recortado y a veces loopeado y revertido.
"YRP" Es una significativa reelaboración de "Your Property" de Cop, mientras "The Final Sacrifice" es un reelaboraboración de "One Small Sacrifice", del álbum Shame, Humilty, Revenge de la banda paralela de Swans, Skin.

## Listado de canciones
Todas las canciones escritas y compuestas por Michael Gira, excepto "Yum-Yab Killers", escrita por Jarboe y "Surrogate 2", escrita por Gira y Jarboe. 
| Disco 1 (Silver) |                                  |          |  |
| N.º              | Título                           | Duración |  |
| 1.               | «Red Velvet Corridor»            | 3:04     |  |
| 2.               | «I Was a Prisoner in Your Skull» | 6:39     |  |
| 3.               | «Helpless Child»                 | 15:47    |  |
| 4.               | «Live Through Me»                | 2:32     |  |
| 5.               | «Yum-Yab Killers»                | 5:07     |  |
| 6.               | «The Beautiful Days»             | 7:49     |  |
| 7.               | «Volcano»                        | 5:18     |  |
| 8.               | «Mellothumb»                     | 2:46     |  |
| 9.               | «All Lined Up»                   | 4:48     |  |
| 10.              | «Surrogate 2»                    | 1:52     |  |
| 11.              | «How They Suffer»                | 5:52     |  |
| 12.              | «Animus»                         | 10:41    |  |

| Disco 2 (Copper) |                                  |          |  |
| N.º              | Título                           | Duración |  |
| 1.               | «Red Velvet Wound»               | 2:02     |  |
| 2.               | «The Sound»                      | 13:11    |  |
| 3.               | «Her Mouth Is Filled with Honey» | 3:19     |  |
| 4.               | «Blood Section»                  | 2:39     |  |
| 5.               | «Hypogirl»                       | 2:44     |  |
| 6.               | «Minus Something»                | 4:14     |  |
| 7.               | «Empathy»                        | 6:45     |  |
| 8.               | «I Love You This Much»           | 7:23     |  |
| 9.               | «YRP»                            | 7:47     |  |
| 10.              | «Fan's Lament»                   | 1:28     |  |
| 11.              | «Secret Friends»                 | 3:08     |  |
| 12.              | «The Final Sacrifice»            | 10:27    |  |
| 13.              | «YRP 2»                          | 2:09     |  |
| 14.              | «Surrogate Drone»                | 2:06     |  |

## Personal
- Michael Gira - voz, guitarra eléctrica, guitarra acústica, muestras, sonidos, loops
- Jarboe - voz, sonidos, bucles
- Joe Goldring - guitarra de bajos, guitarra eléctrica
- Vudi - Guitarra eléctrica, guitarra acústica
- Larry Mullins - tambores, percusión, vibráfono
- Cris Fuerza - viola (12, 21)
- Norman Westberg
- Clinton Steele
- Algis Kizys
- Bill Rieflin
- Christoph Hahn
- Larry Cojo

## Recepción crítica
Sountracks for the Blind ha sido aclamado por la crítica. La revista Terrorizer escribió: "Gira ha grabado y producido minuciosamente esta obra magna con una feroz atención en cada detalle. El álbum, por encima de todo, suena fenomenal.” Allmusic calificó a Soundtracks for the Blind como el mejor álbum de Swans.